# Kolumbijské letectvo
Kolumbijské letectvo (španělsky Fuerza Aérea Colombiana, zkratkou FAC) je letecká složka ozbrojených sil Kolumbie.
Bylo založeno v roce 1919 Marco Fidelem Suárezem na základě zákona č. 126 jako letecká složka pozemních sil (Arma de Aviación). V roce 2010 mělo 13 500 příslušníků a patří mezi nejvýznamnější letectva na jihoamerickém kontinentu, spolu s letectvy Brazílie, Peru a Venezuely, ačkoliv se potýká s řadou problémů, například se zastarávajícím letovým parkem.
Vlastními podpůrnými vzdušnými složkami disponují i Kolumbijská armáda a námořnictvo.

## Historie
Kolumbijské letectvo se významným způsobem zapojilo do kolumbijsko-peruánské války v letech 1932-1933. Během druhé světové války disponovalo větším množstvím letounů North American T-6 Texan, s nimiž hlídkovalo nad pobřežními vodami. V průběhu občanské války v Kolumbii se zapojilo do protipovstaleckých operací. V roce 2015 vstoupila desítka jeho pilotů do krátkodobé stávky v odpověď na odmítnutí vlády modernizovat zastarávající letouny Kfir izraelského původu, které jsou jediným typem schopným protivzdušné obrany i protizemních útoků ve výzbroji vzdušných sil Kolumbie, s požadavkem na jejich náhradu.

## Přehled letecké techniky

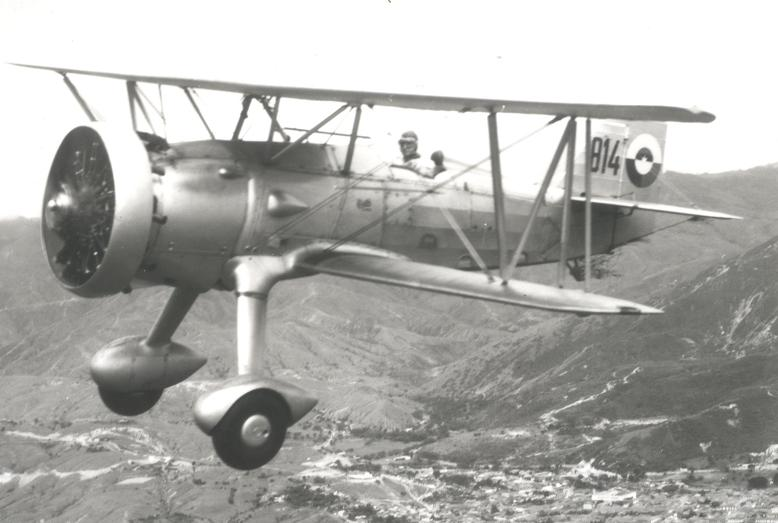
Kolumbijský Curtiss F11C nasazený v bojích s Peru v letech 1932-1933.

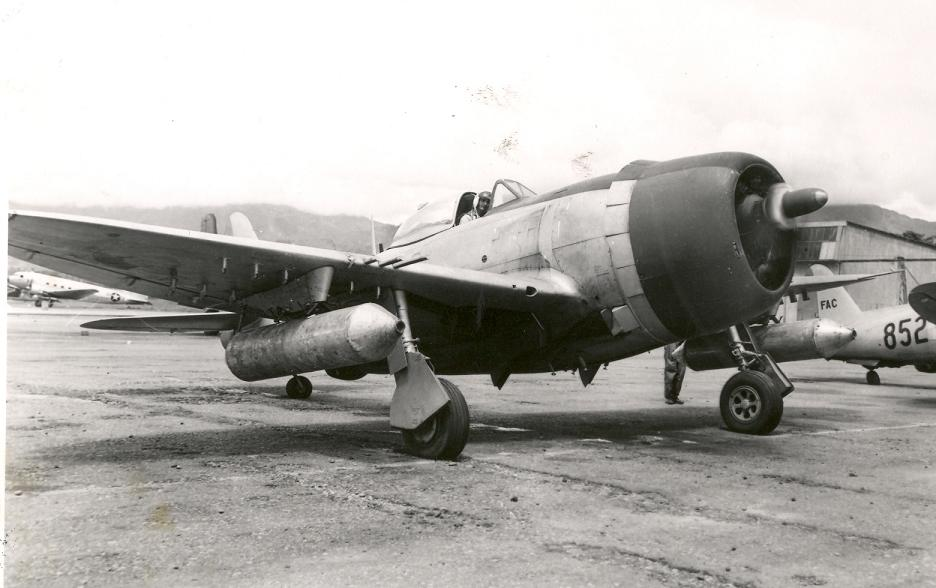
Kolumbijský Republic P-47 Thunderbolt, 1945.

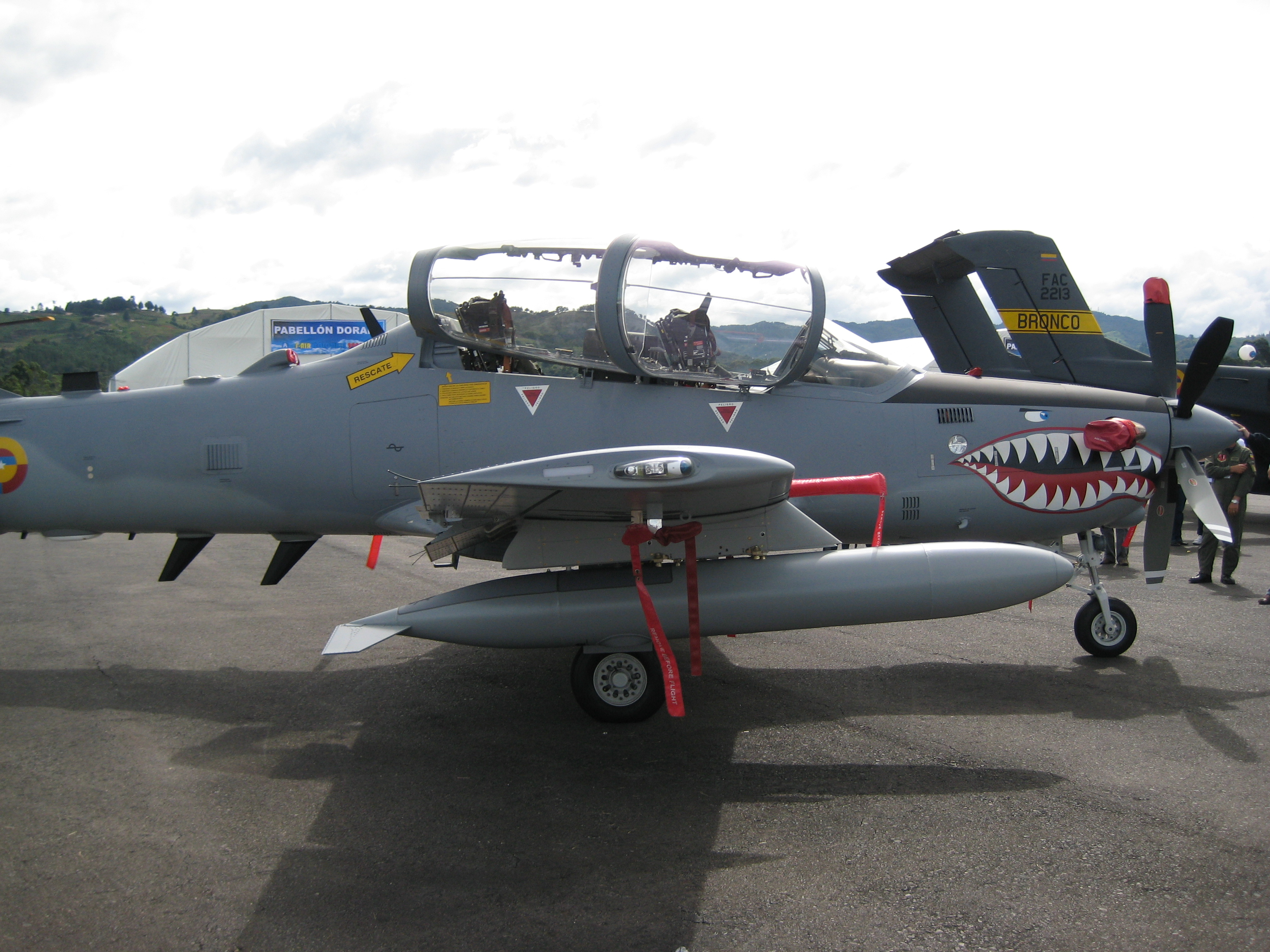
AT-29B Super Tucano na letišti, 2008.

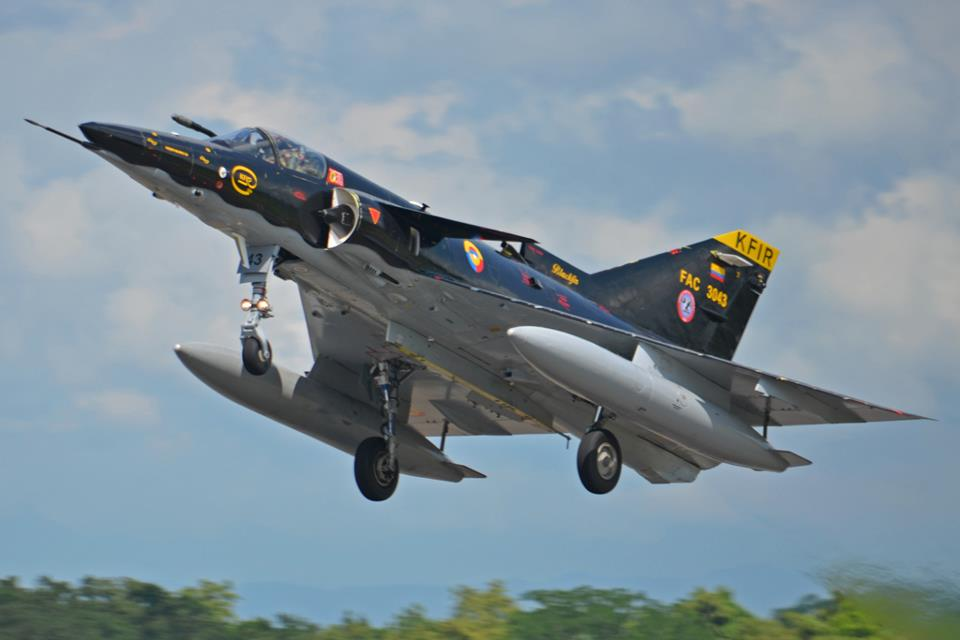
IAI Kfir při startu.

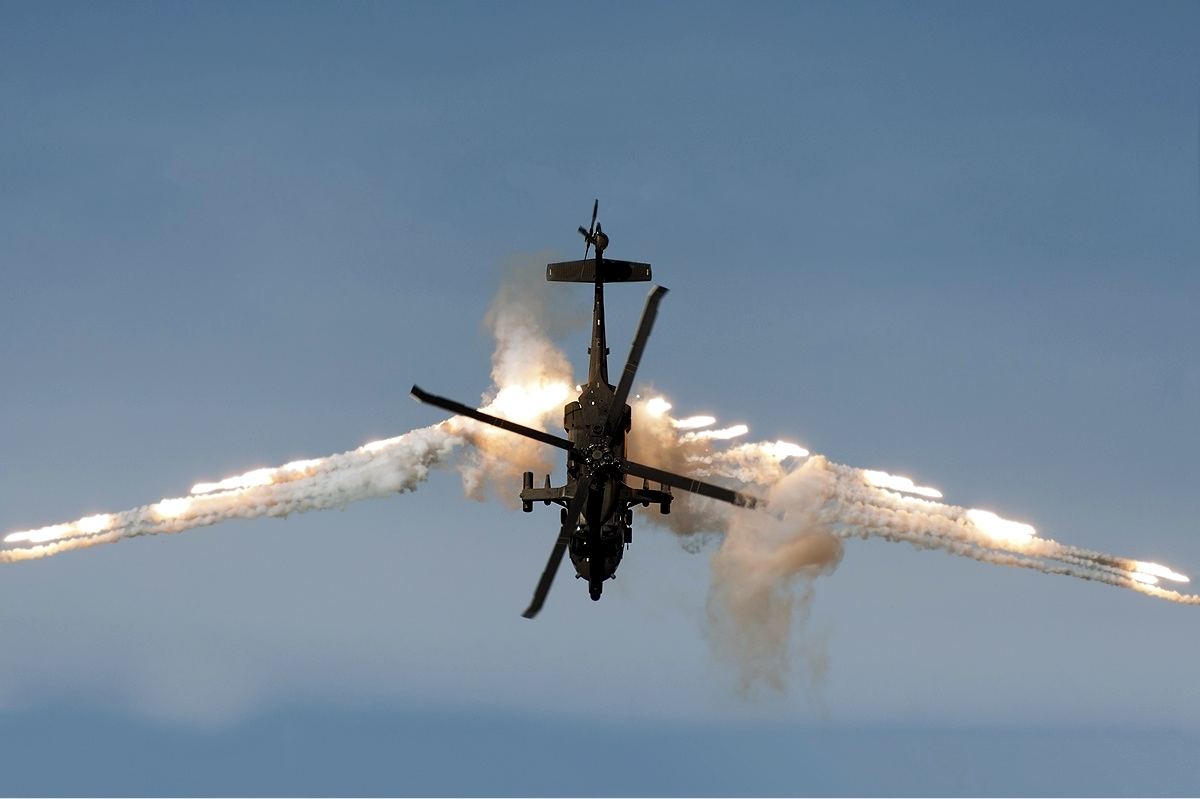
AH-60L Arpía III během cvičení, 2011.

Tabulka obsahuje přehled letecké techniky Kolumbijského letectva podle Flightglobal.com.
| Název                           | Fotografie     | Původ          | Určení                                            | Verze                     | Ve službě      | Poznámky |                |
| Bojové letouny                  | Bojové letouny | Bojové letouny | Bojové letouny                                    | Bojové letouny            | Bojové letouny | Bojové letouny | Bojové letouny |
| ------------------------------- | -------------- | -------------- | ------------------------------------------------- | ------------------------- | -------------- | --- | -------------- |
| Basler BT-67                    |                | USA            | letoun palebné podpory                            | AC-47T Fantasma           | 7              | Varianta obdobná americkému AC-47 Spooky. |                |
| Embraer EMB 314 Super Tucano    |                | Brazílie       | lehký bojový letoun                               | AT-29B                    | 24             | Původně zakoupeno 25 letounů. |                |
| IAI Kfir                        |                | Izrael         | stíhací letoun/stíhací bombardérdvoumístný letoun | Kfir C.10/C.12TC.10/TC.12 | 19             | 6 kusů bylo vybaveno radarem Elta EL/M-2052 a disponují možností výzbroje řízenou protiletadlovou střelou Rafael I-Derby ER. Modernizace dalších 3 kusů je plánována.                           |                |
| KAI T-50                        |                | Jižní Korea    | lehký bojový letoun/cvičný letoun                 |                           | 0 (+20)        | V dubnu 2022 vybrány jako náhrada za A-37B Dragonfly (ty byly vyřazeny v roce 2021). |                |
| Speciální letouny               |                |                |                                                   |                           |                | |                |
| Aero Commander 500              |                | USA            | námořní hlídkový letoun                           | Turbo Commander           | 3              | |                |
| Beechcraft Super King Air       |                | USA            | letoun pro elektronický boj                       | King Air 300/350          | 3              | |                |
| Boeing KC-767                   |                | USA            | letoun pro tankování paliva za letu               |                           | 1              | |                |
| Cessna 208 Caravan              |                | USA            | lehký průzkumný letoun                            |                           | 2              | |                |
| Cessna Citation                 |                | USA            | námořní hlídkový letoun                           | Citation Ultra            | 5              | |                |
| Fairchild Swearingen Metroliner |                | USA            | průzkumný letoun                                  | Merlin IV                 | 1              | |                |
| Dopravní a transportní letouny  |                |                |                                                   |                           |                | |                |
| Aero Commander 500              |                | USA            | lehký dopravní letoun                             | Turbo Commander           | 1              | |                |
| Beechcraft Super King Air       |                | USA            | lehký dopravní letoun                             | King Air 90/350           | 9              | |                |
| Boeing 727                      |                | USA            | proudový dopravní letoun                          |                           | 2              | |                |
| Boeing 737                      |                | USA            | proudový dopravní letoun                          | 737-400                   | 2              | Jeden exemplář přestavěn na nákladní, druhý do smíšené konfigurace pro přepravu nákladu i cestujících.                                                                                          |                |
| CASA C-212 Aviocar              |                | Španělsko      | lehký transportní letoun                          |                           | 4              | |                |
| CASA C-295                      |                | Evropská unie  | taktický transportní letoun                       | C-295/CN325               | 8              | |                |
| Cessna 208 Caravan              |                | USA            | lehký dopravní/užitkový letoun                    |                           | 10             | |                |
| Embraer EMB 110 Bandeirante     |                | Brazílie       | lehký dopravní letoun                             |                           | 2              | |                |
| Embraer KC-390                  |                | Brazílie       | střední transportní letoun                        |                           | 0              | Předběžně objednáno 12 kusů. |                |
| IAI Arava                       |                | Izrael         | lehký transportní letoun vlastností STOL          |                           | 1              | |                |
| Lockheed C-130 Hercules         |                | USA            | taktický transportní letoun                       | C-130B/H                  | 5              | |                |
| Piper PA-31 Navajo              |                | USA            | spojovací/lehký dopravní letoun                   | Piper PA-31T Cheyenne     | 1              | |                |
| Vrtulníky                       |                |                |                                                   |                           |                | |                |
| Bell 205                        |                | USA            | víceúčelový/transportní vrtulník                  |                           | 2              | |                |
| Bell 206                        |                | USA            | užitkový vrtulník                                 |                           | 15             | |                |
| Bell 212                        |                | USA            | transportní vrtulník                              |                           | 10             | |                |
| Bell UH-1 Iroquois              |                | USA            | víceúčelový vrtulník                              | UH-1H                     | 48             | |                |
| MD Helicopters MD 500           |                | USA            | lehký víceúčelový vrtulník                        | MD 500/530                | 6              | |                |
| Sikorsky UH-60 Black Hawk       |                | USA            | ozbrojený/víceúčelový vrtulník                    | S-70/AH-60/MH-60/UH-60    | 24             | |                |
| Cvičná letadla                  |                |                |                                                   |                           |                | |                |
| Bell 206                        |                | USA            | cvičný vrtulník                                   |                           | 6              | |                |
| Cessna T-37 Tweet               |                | USA            | proudový cvičný letoun                            |                           | 17             | |                |
| T-6 Texan II                    |                | USA            | cvičný letoun                                     |                           | 2              | Celkem objednáno 8 strojů, mají nahradit typ T-37. |                |
| Embraer EMB 312 Tucano          |                | Brazílie       | cvičný letoun                                     | T-27/T-27M                | 14             | Typ u společnosti Corporación de la Industria Aeronáutica Colombiana postupně prochází modernizací na verzi T-27M, zahrnující skleněný kokpit, modernizovanou avioniku a strukturální zesílení. |                |
| Lancair Legacy                  |                | USA Kolumbie   | letoun pro základní výcvik                        | T-90 Calima               | 25             | |                |